# Храм Покрова на Козлёне
Храм Покрова́ Богоро́дицы на Козлёне (в Козлёне) — православный храм в Вологде, построенный в 1704—1710 годах и примечательный сохранившимися фресками ярославской школы 1713—1720 годов. Находится в историческом районе Нижний посад.

## История
Самые ранние сведения о деревянном храме в честь Покрова Пресвятой Богородицы в Козлёнской слободе относятся к 1612 году, когда храм был сожжён «литовскими и прочими воровскими людьми в вологодский разгром». Новый клетский деревянный храм был построен в 1626 году. Место для храма дал посадский человек Ивашка Копоруля, который был убит литовскими интервентами. В 1678 году из-за ветхости храм был разобран. В 1682 году освящён новый деревянный храм с приделом в честь священномученика Антипы, епископа Пергама Асийского. В 1694 году (по другим источникам в 1724) во время одного из визитов Петра I жителями Козлёнской слободы царю была поднесена икона Неопалимая Купина, которую царь повелел хранить в Покровском храме.
В 1704 году (по другим источникам в 1709 году) рядом с деревянным храмом Покрова, «всеградским даянием от пожарного времени и от всяких бедств защищания», заложен каменный холодный храм во имя Божией Матери Неопалимые Купины, который освящён 8 июня 1710 года архиепископом Гавриилом. В декабре 1710 года жителями Вологды был составлен письменный общественный приговор, по которому они обязались ежегодно давать деревянное масло к двум находящимся в храме особо почитаемым местным иконам Покрова Божией Матери и Неопалимой Купины. В 1730 году по прошению прихожан к вологодскому преосвященному епископу Афанасию вместо деревянного Покровского, который продолжал находиться рядом с каменным храмом во имя Божией Матери Неопалимые Купины, был построен каменный тёплый храм с приделом священномученика Антипы, епископа Пергама Асийского. Оба храма объединены в одно здание. Также известно, что в храме существовал придел святых Иоакима и Анны.
В середине XIX века приход насчитывал 394 человека, а в 1914 году — 704 человека.
В конце XIX века, после повреждений здания церкви, полученных в результате прокладки в непосредственной близости от храма водопровода, был произведен капитальный ремонт, а в 1902 году перестроен тёплый храм (надстроены стены, сводчатый потолок XVIII века заменён плоским, сделаны восьмиугольные окна). В 1909 году разобрана донизу и построена заново колокольня.
В 1930 церковь закрыта, а здание занято мебельной фабрикой. С 1950 до 1981 года в здании находился призывной пункт. В 1985 году в церкви начаты восстановительные работы, в 1991 году возобновились богослужения.

## Архитектура
Здание церкви представляет двусветный четверик с восьмериком, увенчанный купольной кровлей с одной главой. Алтарная часть и шатровая колокольня перестроены в XIX-начале XX века.
Основной корпус церкви в архитектурном отношении близок к трём современным Покровскому храму вологодским церквям: Иоанна Предтечи в Рощенье, Власия Севастийского и Троице-Герасимовской на Кайсаровом ручье (не сохранилась). Указанные храмы построены под влиянием московского барокко, их прототипом стала Церковь царевича Иоасафа в Измайлове.
Алтарь холодной церкви освящен во имя Божией Матери Неопалимая Купина. В теплой церкви с правой стороны находится предел Покрова Пресвятой Богородицы, с левой предел Священномученика Антипы, епископа Пергама Асийского.

## Стенопись

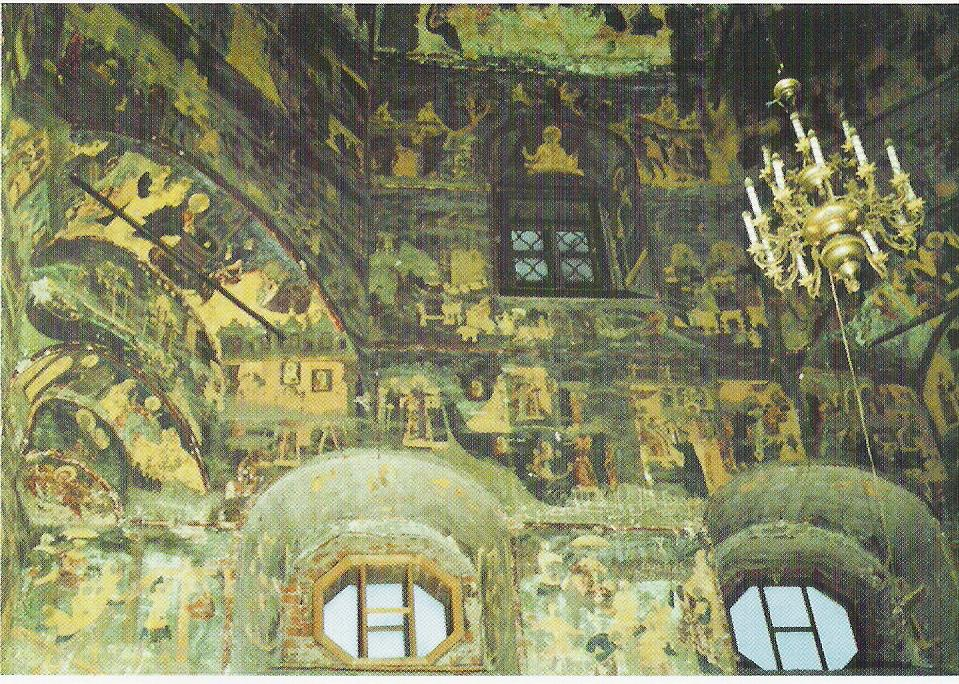
Фрески храма Неопалимой Купины

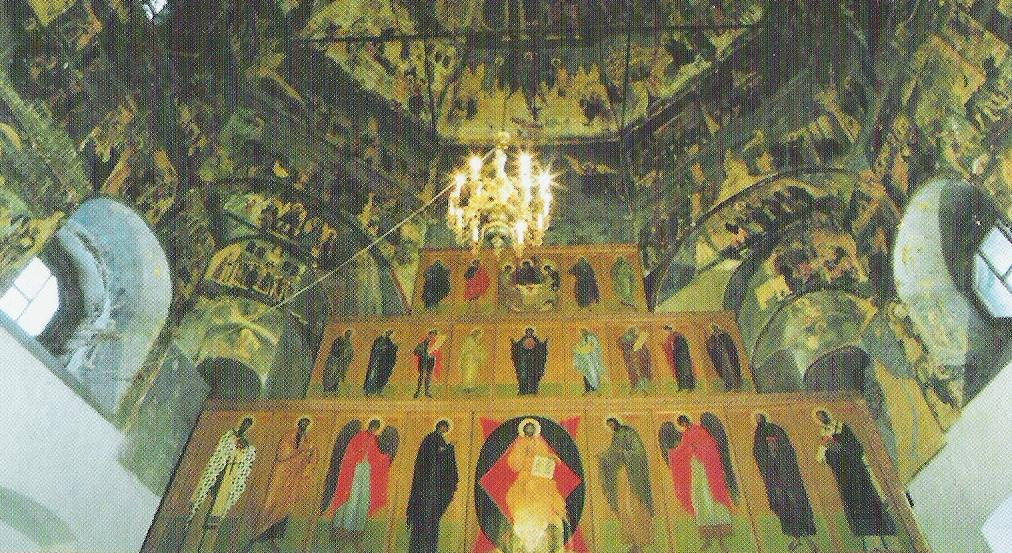
Иконостас и фрески храма Неопалимой Купины

Стенопись церкви Покрова на Козлёне, датируемая 1713—1720 гг., представляет собой образец позднего периода ярославской живописной школы с заметным влиянием светской живописи.
В зените свода изображен царь царей. На гранях свода изображены праздники. На сводах восьмерика и четверика, разделённых на шесть регистров — сюжеты христологического цикла, апокрифические легенды об иконе Римской богоматери и деяния апостолов. Два нижних пояса четверика забелены.

Многие сюжеты почти целиком повторяют иллюстрации Библии Пискатора. Значительная часть изображений имеет характер гротеска, настолько экспрессивно изломаны фигуры, данные в различных ракурсах. Передача движения становится для мастера почти самоцелью. Цвет, как и в росписях Предтеченской церкви, не играет существенной роли, хотя в целом фрески здесь имеют общий серо-коричневый и бледно-голубоватый блеклый тон. Роспись эта интересна тем, что она являет собой последний этап некогда великого и большого искусства стенописи.

Чудесные картины богатой композиции покрывают пространства между окнами. Особенно хорош ряд изображений, идущий поверху восьмиугольных окон барабана. Вот например Распятие— выполненное в традициях XVII века (как впрочем и многие иные сюжеты росписи) — необычайно красив фон изображения, представляющий город за высокими стенами: выглядывают дома — а направо и налево от горы солнце и луна на темно-синем фоне. Все сюжеты из Евангелия трактованы немного в характере гротеска: движения приняли очень беспокойный вид, фигуры изгибаются, почти кривляются, скачут, извиваются.

Известно, что в конце XIX — начале XX века в церкви появились фрески вологодского мастера М. В. Алексеева. В 1993 году был расписан храм Неопалимой Купины (трапезная).

## Духовенство
- Настоятель храма — иерей Вячеслав Тюнев[10]